# Juni 2013
Dit artikel geeft een chronologisch overzicht van de belangrijkste gebeurtenissen per dag van de maand juni van het jaar 2013.

## Gebeurtenissen

### 1 juni
- In de Turkse stad Istanboel loopt een protest om het behoud van een park aan het Taksimplein uit op een landelijk protest tegen de regering van premier Erdoğan. Betogers protesteren tegen het kapitalistische beleid van Erdoğan en het in gedrang komen van de seculiere maatschappij. Het komt tot confrontaties met de politie. Het protest breidt zich uit naar andere steden, waaronder de hoofdstad Ankara.
- De Israëlische pianist Boris Giltburg wint de Koningin Elisabethwedstrijd voor piano.
- Starbucks verbiedt het roken binnen een straal van acht meter rond haar vestigingen in de Verenigde Staten en Canada.
- Bij een luchtaanval van het Jemenitische leger in het zuiden van het land worden zeven leden van Al Qaida gedood.
- Het Syrische leger herovert de plaatsen Talissiyeh en Janineh in het gouvernement Hama.

### 2 juni
- Met het overlijden van Grizelda Kristina (103) is ook de laatste spreker van het Lijfs overleden.
- Bij een aardbeving in Taiwan met een kracht van 6,2 op de schaal van Richter en het epicentrum in het midden van het eiland komt zeker één persoon om het leven.
- Bij een aanslag met een bomauto in de Syrische hoofdstad Damascus komen acht leden van de veiligheidsdiensten om het leven.

### 3 juni
- Na dagenlange overvloedige regenval in Midden-Europa bereikt het waterpeil van de Donau in de Zuid-Duitse stad Passau een hoogte van 12,80 m. Dit is het hoogste niveau in meer dan 500 jaar.
- De Belgische Spoorwegen (NMBS) en de Nederlandse Spoorwegen (NS) stoppen met de hogesnelheidstrein Fyra.

### 5 juni
- In de Syrische Burgeroorlog veroveren de Syrische regeringstroepen met steun van Hezbollah de strategisch belangrijke stad Al-Qusayr bij de grens met Libanon.

### 6 juni
- The Washington Post onthult dat het Amerikaanse National Security Agency met het geheime programma PRISM al jarenlang informatie verzamelt via computerservers van onder meer Google, Apple, Facebook, Yahoo! en Microsoft.

### 7 juni
- In Pakistan worden minstens negen mensen gedood bij een aanval met een Amerikaanse drone, gericht op het verblijf van een leider van de taliban in Noord-Waziristan.
- In de Zuid-Chinese stad Xiamen komen minstens 47 mensen om en raken 34 anderen gewond doordat een man zelfmoord pleegt door een autobus in brand te steken.
- De Argentijnse trainer Marcelo Bielsa vertrekt bij de Spaanse voetbalclub Athletic de Bilbao. Het aflopende contract van de oefenmeester wordt niet verlengd.

### 8 juni
- Bij hevig stormweer voor de kust van Sri Lanka komen minstens zes mensen om het leven. Zeker 500 mensen zijn vermist.
- De Amerikaanse Serena Williams wint het damesenkelspel op Roland Garros. Zij verslaat in de finale de Russische titelverdedigster Maria Sjarapova met tweemaal 6-4.

### 9 juni
- Edward Snowden maakt zichzelf bekend als diegene die het PRISM programma van de NSA onthult.
- De Spanjaard Rafael Nadal wint het herenenkelspel op Roland Garros. Hij verslaat in de finale zijn landgenoot David Ferrer met 6-3 6-2 6-3.
- In Benghazi komen 25 mensen om, nadat er protesten uitbraken gericht tegen de milities die weigeren hun wapens in leveren ten gunste van een nationaal Libisch leger.

### 10 juni
- Centraal-Europa wordt geteisterd door grote overstromingen, als gevolg van overvloedige regenval. Vooral het zuidoosten van Duitsland en het noordwesten van Tsjechië (Bohemen) worden getroffen.

### 11 juni
- Na oud-premier Ruud Lubbers bevestigt nu ook Dries van Agt dat er kernwapens liggen opgeslagen bij de Nederlandse Vliegbasis Volkel.
- Leerlingen van de Ibn Ghaldoun school in Rotterdam moeten meerdere examens overdoen nadat bekend werd dat er 24 examen-opgaven waren gestolen uit de kluis van de school.
- De Russische Staatsdoema neemt een wet aan die "propaganda over niet-traditionele seksuele relaties" verbiedt. Deze wet is voornamelijk gericht tegen voorlichting of andere uitingen van homoseksualiteit. De wet moet nog goedgekeurd worden door het hogerhuis en worden ondertekend door president Vladimir Poetin.
- Baron Waqa volgt Sprent Dabwido op als president van Nauru.

### 12 juni
- Oostenrijk begint met het terugtrekken van VN-blauwhelmen uit de Golanhoogvlakte nadat een week eerder twee soldaten aan de grensovergang bij Quneitra gewond waren geraakt bij het Syrisch conflict.
- Het hof van beroep van Parijs bevestigt zijn uitspraak van eind januari dat Twitter verplicht is informatie te geven aan vijf mensenrechtenorganisaties over de auteurs van antisemitische tweets.

### 13 juni
- Het Europees Parlement roept de Turkse premier Erdoğan op tot verzoening en vindt dat de verantwoordelijken van het politiegeweld voor de rechter moeten komen. Erdoğan van zijn kant stelt een referendum voor rond het controversiële bouwproject in het Gezipark. (Lees verder)

### 15 juni
- De geestelijke Hassan Rohani wordt bij de presidentsverkiezingen in Iran verkozen als opvolger van Mahmoud Ahmadinejad.
- De Russische judoka Jelena Ivasjtsjenko maakt een eind aan haar leven door in Siberië van de vijftiende verdieping van een appartement te springen. Ivasjtsjenko wordt 28 jaar.

### 16 juni
- Petr Nečas, de premier van Tsjechië, kondigt zijn aftreden aan naar aanleiding van een schandaal rond illegale observaties en omkoping.
- Bij een reeks aanslagen met bomauto's op verschillende plaatsen in Irak komen minstens veertien mensen om het leven en raken minstens 44 mensen gewond.

### 17 juni
- In Lelystad worden zes voetballers en een voetbalvader veroordeeld tot gevangenisstraffen van respectievelijk twee en zes jaar voor de dood van een grensrechter in Almere in december 2012.

### 20 juni
- Protesten, oorspronkelijk gericht tegen de verhoging van de prijzen van het openbaar vervoer, nemen toe in Brazilië, er zijn betogingen in tientallen steden.
- Ernesto Valverde is de nieuwe trainer van Athletic Bilbao. Hij volgt bij de Baskische voetbalclub, uitkomend in de Spaanse Primera Division, de Argentijn Marcelo Bielsa op. Deze kreeg na twee seizoenen geen nieuw contract.

### 25 juni
- De Turkse politie pakt tijdens een raid twintig mensen op die betrokken zijn bij de gewelddadige protesten tegen premier Erdoğan. 's Avonds zijn er opnieuw protesten die door de politie met waterkanonnen worden uiteengedreven. Voor het eerst sinds het begin van de protesten overlegt de Amerikaanse president Obama met Erdoğan over de situatie.
- De advocaat van Delphine Boël verklaart dat de kunstenares wel degelijk wordt gediscrimineerd in de eerste zitting van de rechtszaak die ze voert tegen het koningshuis van België. Het vervolg van de zaak is hierna uitgesteld tot begin september.

### 26 juni
- Het Amerikaanse Hooggerechtshof verklaart Sectie 3 van de "Defense of Marriage Act", die het huwelijk definieert als een legale verbintenis tussen een man en een vrouw, en die daardoor homoparen uitsluit van verscheidene rechten en voordelen, ongrondwettelijk.
- Tijdens en na een toespraak van de Egyptische president Mohamed Morsi komt het in meerdere Egyptische provincies tot gevechten tussen aanhangers en tegenstanders. Eén persoon komt om het leven, bijna 300 mensen raken gewond.
- In de Libische stad Sabha komen twee burgers om het leven bij de ontploffing van drie autobommen. Zeventien anderen raken gewond. In de stad Benghazi wordt een overste van de militaire geheime dienst gedood door een bom in zijn wagen.
- Minstens negen mensen komen om bij een bomaanslag op een konvooi met rechter Maqbool Baqir in de Pakistaanse stad Karachi.
- Het Syrisch Observatorium voor de Mensenrechten meldt dat sinds het begin van de Syrische Burgeroorlog al meer dan 100.000 mensen zijn omgekomen, onder wie een groot deel burgers.

### 27 juni
- De Mongoolse kiescommissie maakt bekend dat president Tsahiagiin Elbegdorzj met een kleine meerderheid herverkozen is als president van Mongolië.
- In Portugal wordt een algemene staking van 24 uur gehouden tegen de besparingsplannen van de centrumrechtse regering van premier Pedro Passos Coelho.
- Bij twee bomaanslagen in het noordoosten van Irak vallen minstens tien doden en 25 gewonden.

### 28 juni
- Door een zware brand bij een verhuisbedrijf in Deurne in de stad Antwerpen zitten de inwoners van Deurne, Wijnegem, Oelegem, Wommelgem, Ranst en Boechout zonder elektriciteit.
- Minstens 33 mensen komen om bij etnisch geweld in de Nigeriaanse deelstaat Plateau, wanneer gewapende mannen drie dorpen van de Tarok-clan aanvallen.

### 29 juni
- De honderdste Ronde van Frankrijk gaat van start op Corsica. De Duitser Marcel Kittel wint de openingsetappe en is de eerste geletruidrager.
- Ongeveer 90.000 mensen nemen in het Camp Nou-stadion in Barcelona deel aan het "Concert voor de Vrijheid" en demonstreren op die manier voor de onafhankelijkheid van Catalonië.
- Op het Tahrirplein in de Egyptische hoofdstad Caïro verzamelen duizenden mensen zich om te protesteren tegen president Mohamed Morsi, die een jaar geleden aan de macht is gekomen.
- De Amerikaanse vicepresident Joe Biden vraagt aan de Ecuadoraanse president Rafael Correa om de asielaanvraag van klokkenluider Edward Snowden te weigeren.
- Minstens 31 mensen komen om wanneer een tankauto ontploft in de Oegandese hoofdstad Kampala.
- Een optocht van neonazi's in het Tsjechische České Budějovice loopt uit op straatgevechten met de politie.

### 30 juni
- De Belgische federale regering bereikt een akkoord over de belastingcontrole van 2013 en een groot deel van de begroting van 2014. Er komen onder andere een accijnsverhoging voor alcohol en tabak en een btw op de erelonen van advocaten.
- Een reeks aanslagen in Pakistan maakt meer dan vijftig doden, waarvan 28 in Quetta, minstens 22 in het noorden van het land en 18 in de buurt van Pesjawar.
- In het zuidwesten van de Verenigde Staten zorgt een hittegolf voor (bijna-)recordtemperaturen. In Death Valley stijgt de temperatuur tot 53 °C. Bij een bosbrand bij het plaatsje Yarnell in de staat Arizona komen negentien brandweerlui om het leven.
- Op Guadeloupe, in de buurt van Pointe-à-Pitre, schiet een man zes familieleden, onder wie zijn vriendin en zijn twee kinderen, dood.
- Ondanks protest ondertekent de Russische president Vladimir Poetin de omstreden antihomowet, die "propaganda van niet-traditionele relaties" verbiedt.
- In Egypte komen zeven personen om het leven bij confrontaties tussen voor- en tegenstanders van president Mohamed Morsi. Op het Tahrirplein zijn er manifestaties en het gebouw van de Moslimbroederschap wordt bestookt met molotovcocktails.
- In Nahrawan, ten zuiden van de Iraakse hoofdstad Bagdad, kost een bom, geplaatst bij een voetbalveld, het leven aan twaalf amateurvoetballers. Vierentwintig anderen raken gewond.

## Overleden
<< · januari · februari · maart · april · mei · juni · juli · augustus · september · oktober · november · december · >>